# هنري هاغ ديفيس
هنري هاغ ديفيس هو قاضي ومحامي كندي، ولد في 10 سبتمبر 1885 في بروكفيل في كندا، وتوفي في 30 يونيو 1944.